# Dritëro Agolli
Dritëro Agolli (Menkulkas, Distrito de Devoll; 13 de octubre de 1931-Tirana; 3 de febrero de 2017) fue un escritor, periodista y publicista albanés. 

## Vida
Agolli realizó sus estudios secundarios en Gjirokastra y los universitarios en la ex Leningrado en la década de 1950, donde estudió periodismo y publicación. Desde su vuelta a Albania, vive en Tirana. Inicialmente escribió para el periódico del partido comunista Zëri i Popullit. Sus primeros poemas los publicó en 1958.
En sus obras, tanto en las poesías como en los relatos cortos y novelas, idealiza el sistema comunista y canta al llamado nuevo hombre, que los comunistas albaneses se habían puesto como meta. De 1973 a 1992, Argolli fue presidente de al asociación de escritores albanesa. Y sin embargo, las obras aparecidas entre 1958 y 1990, no son simplemente una alabanza del comunismo. Sus poemas muestran una gran sensibilidad y una gran belleza formal, por lo que siguen leyendo en la actualidad. Su novela satírica El maravilloso viaje del camarada Zylo fue apreciado como una divertida crítica general a la burocracia del partido.
Continuó escribiendo tras la caída del régimen comunista en los años 90. 

## Obra
- Mesditë (Mediodía), poesía 1969
- Komisari Memo (Comisario Memo), novela 1970
- Shkëlqimi dhe rënia e shokut Zylo (publicado en la DDR bajo el título Zylo o el viaje aventuroso por el maravillosos mundo de las burocracias), novela 1973
- Njeriu me top (El hombre con la escopeta), novela 1975
- Nënë Shqipëri (Madre Albania), poesía 1976
- Trendafili në gotë (La rosa en el vaso), novela 1980
- Mosha e bardhë, teatro 1985
- Njerëz të krisur, relato corto 1995
- Shpirti i gjyshërve 101 këngë, poesía 1996
- Vjen njeriu i çuditshëm, poesía 1996
- Teshtimat e lirisë. Njeriu, politika dhe kultura, ensayo 1997
- Zhurma e erërave të dikurshme, relato corto 1999
- Gdhihet e ngryset, poesía 2000
- Dështaku, novela 2000